# كازا نايضة
كازا نايضة ( بالإنجليزية: !Casa Is Rocking، بالفرنسية: !Casa ça bouge) هو فيلم وثائقي أنتِج عام 2007 من إخراج فريدة بليزيد وعبد الرحيم مطور [الإنجليزية]. عُرض في العديد من المهرجانات الوطنية والدولية.